# Alfred de Vigny
Alfred Victor comte de Vigny (ur. 27 marca 1797 w Loches, zm. 17 września 1863 w Paryżu) – francuski poeta, dramaturg i powieściopisarz epoki romantyzmu; autor sformułowania „poeci przeklęci” (poètes maudits). Członek Akademii Francuskiej.

## Życiorys
Urodził się w zrujnowanej przez rewolucję rodzinie arystokratycznej posiadającej tytuł hrabiowski. W wieku 17 lat zaciągnął się do wojska i został najmłodszym oficerem w arystokratycznym korpusie gwardii królewskiej. W 1822 roku ogłosił zbiór 10 „Poematów” i poemat pt. „Mojżesz”.
W 1826 roku ukazała się powieść Cinq Mars opowiadająca o spisku tytułowego bohatera za czasów panowania Ludwika XIII i kardynała de Richelieu.

## Ważniejsze dzieła
- Le Bal (1820)
- Poèmes (1822)
- Éloa, ou La sœur des anges (1824)
- Poèmes antiques et modernes (1826)
- Cinq-Mars (1826)
- La maréchale d'Ancre (1831)
- Stello (1832)
- Quitte pour la peur (1833)
- Servitude et grandeur militaires (1835)
- Chatterton (1835)
- Les Destinées (1864)
- Journal d'un poète (1867)
- Œuvres complètes (1835-1885)
- Daphné (1912)